# Borowiecianus
Borowiecianus là một chi bọ cánh cứng trong họ 
Elateridae.
Chi này được Schimmel & Platia miêu tả khoa học năm 2007.

## Các loài
Các loài trong chi này gồm:
- Borowiecianus alatus Schimmel & Platia, 2007
- Borowiecianus gansuensis Schimmel & Platia, 2007
- Borowiecianus gorodinskii Schimmel & Platia, 2007
- Borowiecianus lindemeri Schimmel & Platia, 2007